# 靈山縣 (遼代)
靈山縣，遼代設置的縣。本渤海國靈峰縣地。乾州，廣德軍，本漢無慮縣地。遼聖宗統和三年置。統州一、縣四：奉陵縣、延昌縣、靈山縣、司農縣。海北州，初隸宜州，統縣一：開義縣。金屬懿州